# Fuldkommen konkurrence
Fuldkommen konkurrence, fuldstændig konkurrence eller perfekt konkurrence er et økonomisk begreb for nogle særlige markedsforhold, hvor ingen aktør alene kan påvirke en vares pris på markedet. Et sådant fuldkomment konkurrence-marked benævnes også somme tider et fuldkomment, et kompetitivt eller  et perfekt marked. Mange markeder har imidlertid ufuldkommen konkurrence. Markeder, der opfylder alle kriterierne for at have fuldkommen konkurrence, er meget sjældne i virkelighedens verden, men en del økonomer mener, at begrebet er en nyttig approksimation til at karakterisere en række markeder.

## Hvad fuldkommen konkurrence indebærer
Fuldkommen konkurrence indebærer, at:
- markedet er frit og åbent for alle (ingen barrierer for ind- og udtræden)
- alle varer på det pågældende marked er ensartede (homogene)
- der er mange sælgere og købere
- alle aktører på markedet har fuld information om priser, produkternes kvalitet mv.
- der ikke findes monopoler eller andre købere og sælgere med markedsmagt
- der ikke findes karteller, fagforeninger eller andre former for samarbejde mellem sælgerne eller køberne indbyrdes
- der ikke findes eksternaliteter, offentlige goder eller andre markedsfejl
- der ikke er nogen transaktionsomkostninger

## Egenskaber ved fuldkommen konkurrence
På et marked med fuldkommen konkurrence vil ingen enkelt aktør, hverken blandt sælgere eller købere, have markedsmagt, dvs. ingen vil selvstændigt være i stand til at påvirke markedsprisen på varen. Alle vil være pristagere, altså tvunget til at købe eller sælge varen til den gældende pris på markedet. Det forklares normalt med, at den enkelte aktørs køb eller salg er meget lille i forhold til den samlede efterspørgsel eller udbud. Et andet vigtigt kendetegn ved et marked med fuldkommen konkurrence er, at virksomhederne på langt sigt ikke vil tjene nogen profit i økonomisk forstand, men kun en almindelig normalforrentning af den investerede kapital (nul-profit-resultatet). Et tredje meget vigtigt kendetegn er, at der ikke er nogen økonomiske forvridninger. Dette er indholdet i velfærdsøkonomiens første hovedsætning, et fundamentalt mikroøkonomisk resultat: Et marked karakteriseret af fuldkommen konkurrence er efficient eller samfundsøkonomisk effektivt (også kaldet Pareto-optimalt), hvilket ikke er tilfældet for alternative markedssituationer med ufuldkommen konkurrence. Et fjerde kendetegn er, at fuldkommen konkurrence altid medfører markedsclearing, dvs. at udbuddet på markedet er lig med efterspørgslen ved den gældende pris. Dette er ikke nødvendigvis tilfældet på markeder, hvor der er ufuldkommen konkurrence (f.eks. arbejdsmarkeder).

## Central rolle i økonomisk teori
Forudsætningerne for at der er bogstavelig talt fuldkommen konkurrence på et marked, er meget restriktive og findes formodentlig kun opfyldt på meget få eller slet ingen reelt eksisterende markeder i virkelighedens verden. Begrebet spiller alligevel en helt fundamental rolle i økonomisk teori, og undervisning i mikroøkonomi på højere læreanstalter starter som regel med at opstille og forklare en markedsmodel med fuldkommen konkurrence, inden man går videre til mere realistiske og avancerede modeller. Det skyldes tre forhold:
For det første kan en model med fuldkommen konkurrence stadig anvendes som approksimation til at analysere mange andre situationer, hvor konkurrencen ikke er helt fuldkommen, men trods alt relativt tæt på. Ofte vil sådanne mindre afvigelser ikke være vigtige for den overordnede konklusion. Der anses normalt for at være stor variation i, hvor meget virkelighedens markeder vil afvige fra fuldkommen konkurrence-antagelsen. Mange råvaremarkeder, f.eks. hvedemarkedet i USA eller verdensmarkedet for kobber, anvendes ofte som eksempler på markeder, hvor der er tilnærmelsesvis fuldkommen konkurrence. Omvendt er arbejdsmarkedet et eksempel på et marked, hvor konkurrenceforholdene er meget langt fra at være fuldkomne. Således ville der ikke eksistere ufrivillig arbejdsløshed på et marked, der var præget af fuldkommen konkurrence. På sådan et marked ville markedsmekanismen nemlig som nævnt ovenfor sørge for, at udbud og efterspørgsel ville blive lig hinanden ved den gældende pris (markedsclearing), mens ufrivillig arbejdsløshed omvendt er karakteriseret ved, at udbuddet af arbejdskraft er større end efterspørgslen ved det gældende lønniveau.
For det andet er der en rent pædagogisk årsag. Et marked med fuldkommen konkurrence er enklere og nemmere at lære at forstå end alternativerne (f.eks. et monopolmarked), og de fleste alternativer kan betragtes som udbygninger eller variationer af fuldkommen konkurrence-markedet. Fuldkommen konkurrence-tilfældet er dermed et naturligt startsted og grundlag for al videre indlæring af mikroøkonomisk teori. 
For det tredje er en situation med fuldkommen konkurrence som nævnt efficent og indebærer dermed nogle samfundsmæssige fordele. Når man betragter et eksisterende marked, hvor forudsætningerne for fuldkommen konkurrence ikke er opfyldt, kan det derfor stadig være meget relevant at sammenligne det med den hypotetiske situation, hvor der var fuldkommen konkurrence på markedet. Sammenligningen kan vise, hvor stor inefficiensen er på det pågældende marked og hvilken karakter, den har, og også angive, i hvilken retning markedet skal ændres for at blive mere effektivt. På denne måde er situationen med fuldkommen konkurrence et vigtigt referencepunkt, alle eksisterende markeder kan holdes op imod.